# Клинтон Нжије
Клинтон Мија Нжије (фр. Clinton Mua N'Jié; Буеа, 15. август 1993) је камерунски фудбалер, који тренутно игра за Динамо из Москве.

## Трофеји

### Камерун
- Афрички куп нација (1) : 2017.